# Помесь

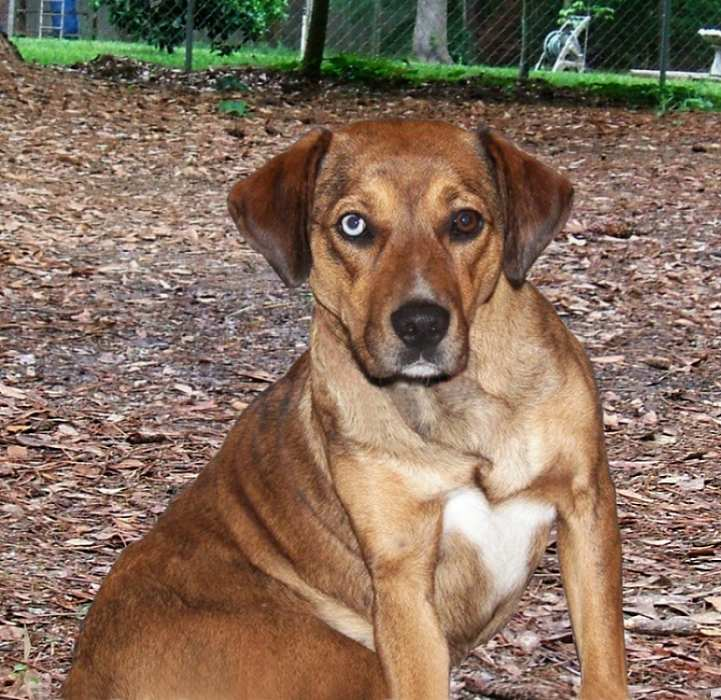
Помесь леопардовой собаки Катахулы и американского бульдога (такие помеси также известны как гибридные собаки)

Помесь — порода, потомство (растений, животных или людей), полученное в результате скрещивания разных пород, сортов, рас. Метис — животное, полученное в результате спаривания двух и более разных пород. У помеси первого поколения часто проявляется эффект гетерозиса по некоторым хозяйственно-полезным признакам (удою, яйценоскости, настригу шерсти и т. п.). В отличие от гибридов, помеси легко спариваются между собой и дают плодовитое потомство.